# Ivan Kamenec
Ivan Kamenec (ur. 27 lipca 1938 w Nitrze) – słowacki historyk. Jego działalność naukowa koncentruje się na historii Słowacji, zwłaszcza w okresie Pierwszej Republiki i Państwa słowackiego.
W 1969 r. został zatrudniony w Instytucie Historii Słowackiej Akademii Nauk.
W 2017 r. został przez Andreja Kiskę – Prezydenta Republiki Słowackiej – odznaczony Orderem Ľudovíta Štúra I klasy.

## Twórczość książkowa
- Začiatky marxistického historického myslenia na Slovensku. (Bratislava 1984)
- Na společné cestě. Česká a slovenská kultúra mezi dvěma válkami. Współautorstwo: J. Harna (Praha 1988)
- Po stopách tragédie (Archa, Bratislava 1991)
- Malé dejiny česko-slovenských vzťahov. Współautorstwo: Z. Fialová (Bratislava 1996)
- Tragédia politika, kňaza a človeka: (Dr.Jozef Tiso 1887 – 1947). (Archa, Bratislava 1998, wyd. rozsz. Premedia, Bratislava 2013)
- Hľadanie a blúdenie v dejinách (Kalligram, Bratislava 2000)
- Slováci na slovanských zjazdoch, [w:] Red. Švorc, Harbuľová, Stredoslovenské národy na križovatke novodobých dejín 1848 – 1918 (Bratislava – Wien 1999)
- Politický testament Ľudovíta Štúra? [w:] Mýty naše slovenské. Red. Eduard Krekovič, Elena Mannová (Academic Electronic Press SAV, Bratislava 2005)
- R. W. Seton-Watson’s Views of the Habsburg Monarchy, Ottoman Empire and Russia [w:] Great Britain and Central Europe 1867-1914 Red. Ewans – Kováč – Ivaničková (Veda, vydavateľstvo SAV Brat. 2002)
- Spoločnosť, politika, historiografia (Historický ústav SAV, Bratislava 2009)